# Аран (Франция)
Ара́н (фр. Aren) — коммуна во Франции, находится в регионе Аквитания. Департамент — Атлантические Пиренеи. Входит в состав кантона Олорон-Сент-Мари-1. Округ коммуны — Олорон-Сент-Мари.
Код INSEE коммуны — 64039.

## География

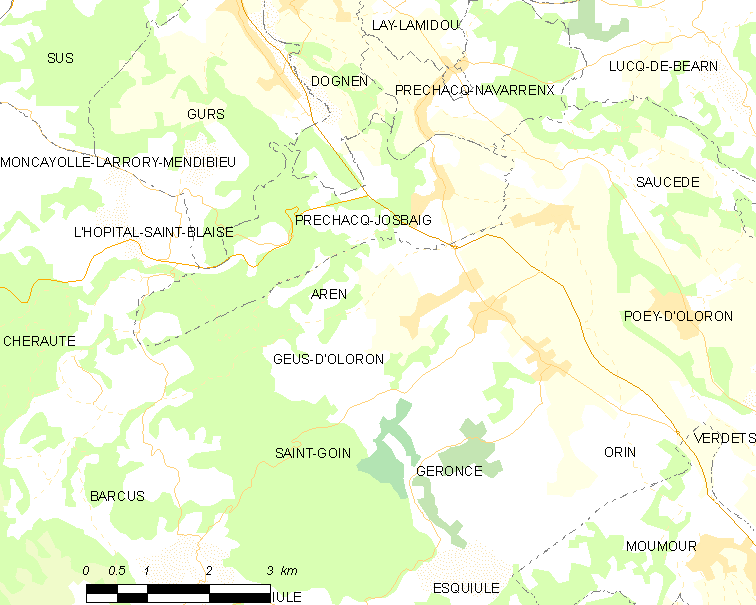
Карта коммуны

Коммуна расположена приблизительно в 670 км к югу от Парижа, в 180 км южнее Бордо, в 27 км к западу от По.
По территории коммуны протекает река Гав-д’Олорон.

### Климат
Климат тёплый океанический. Зима мягкая, средняя температура января — от +5°С до +13°С, температуры ниже −10 °C бывают редко. Снег выпадает около 15 дней в году с ноября по апрель. Максимальная температура летом порядка 20-30 °C, выше 35 °C бывает очень редко. Количество осадков высокое, порядка 1100 мм в год. Характерна безветренная погода, сильные ветры очень редки.

## Население
Население коммуны на 2010 год составляло 223 человека.
| 1962 | 1968 | 1975 | 1982 | 1990 | 1999 | 2010 |
| ---- | ---- | ---- | ---- | ---- | ---- | ---- |
| 175  | 154  | 143  | 158  | 185  | 181  | 223  |

## Экономика
В 2010 году среди 138 человек трудоспособного возраста (15-64 лет) 113 были экономически активными, 25 — неактивными (показатель активности — 81,9 %, в 1999 году было 72,8 %). Из 113 активных жителей работали 104 человека (57 мужчин и 47 женщин), безработных было 9 (3 мужчин и 6 женщин). Среди 25 неактивных 7 человек были учениками или студентами, 10 — пенсионерами, 8 были неактивными по другим причинам.

## Достопримечательности
- Замок Аран (XV век). Исторический памятник с 1984 года[4]
- Церковь Св. Иоанна Крестителя (XIX век)[5]

## Фотогалерея

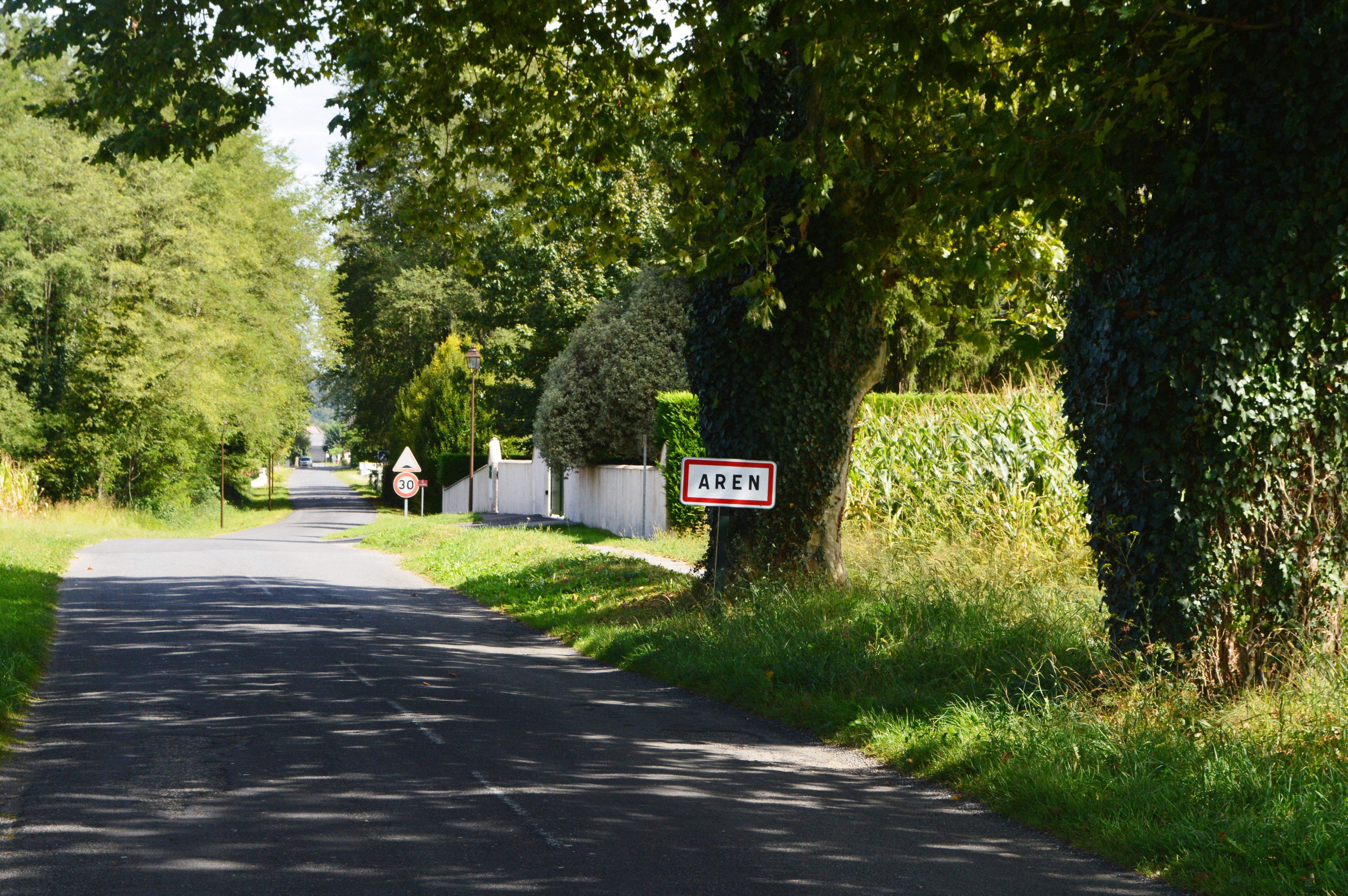
Въезд в Аран
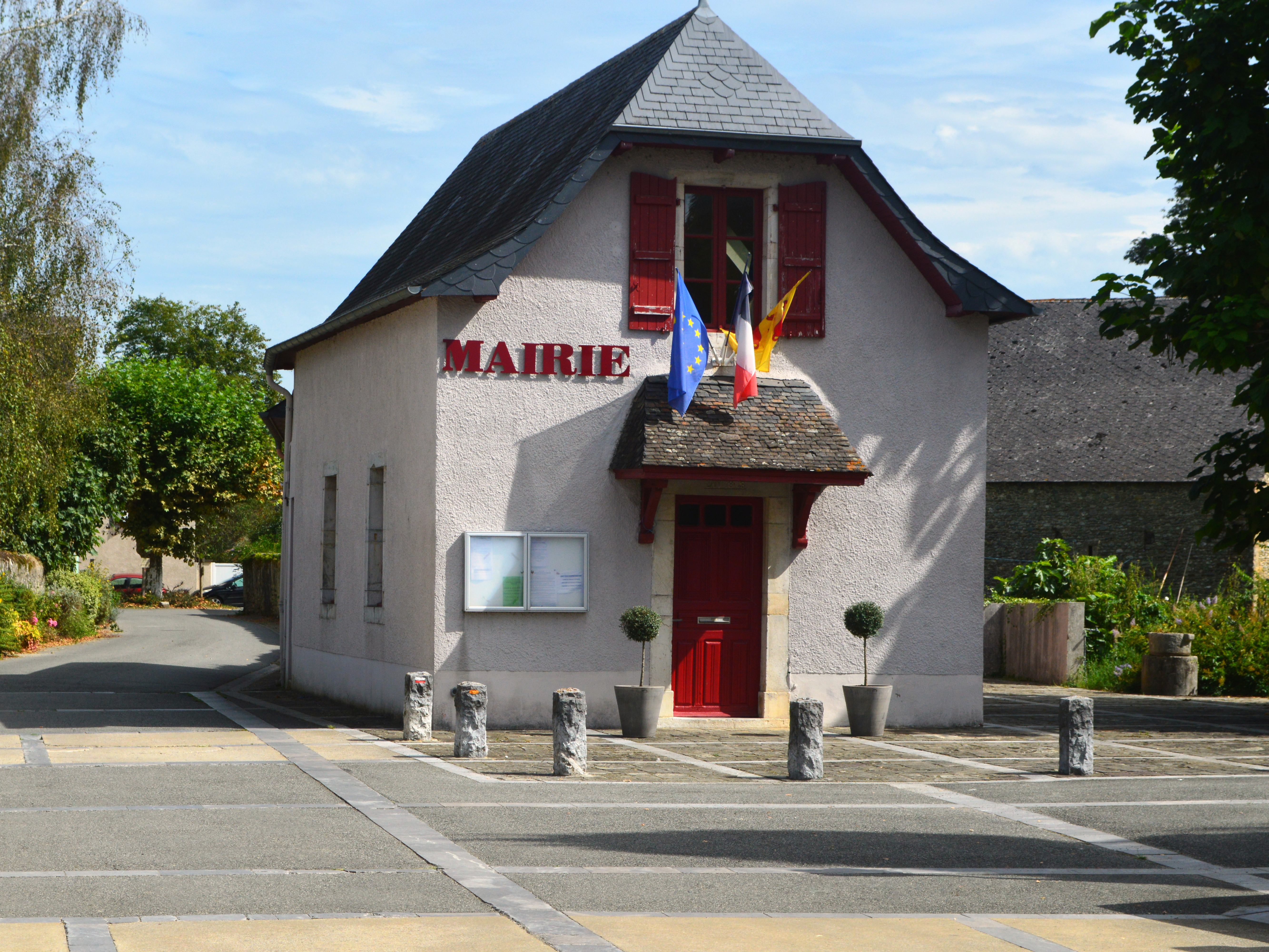
Мэрия
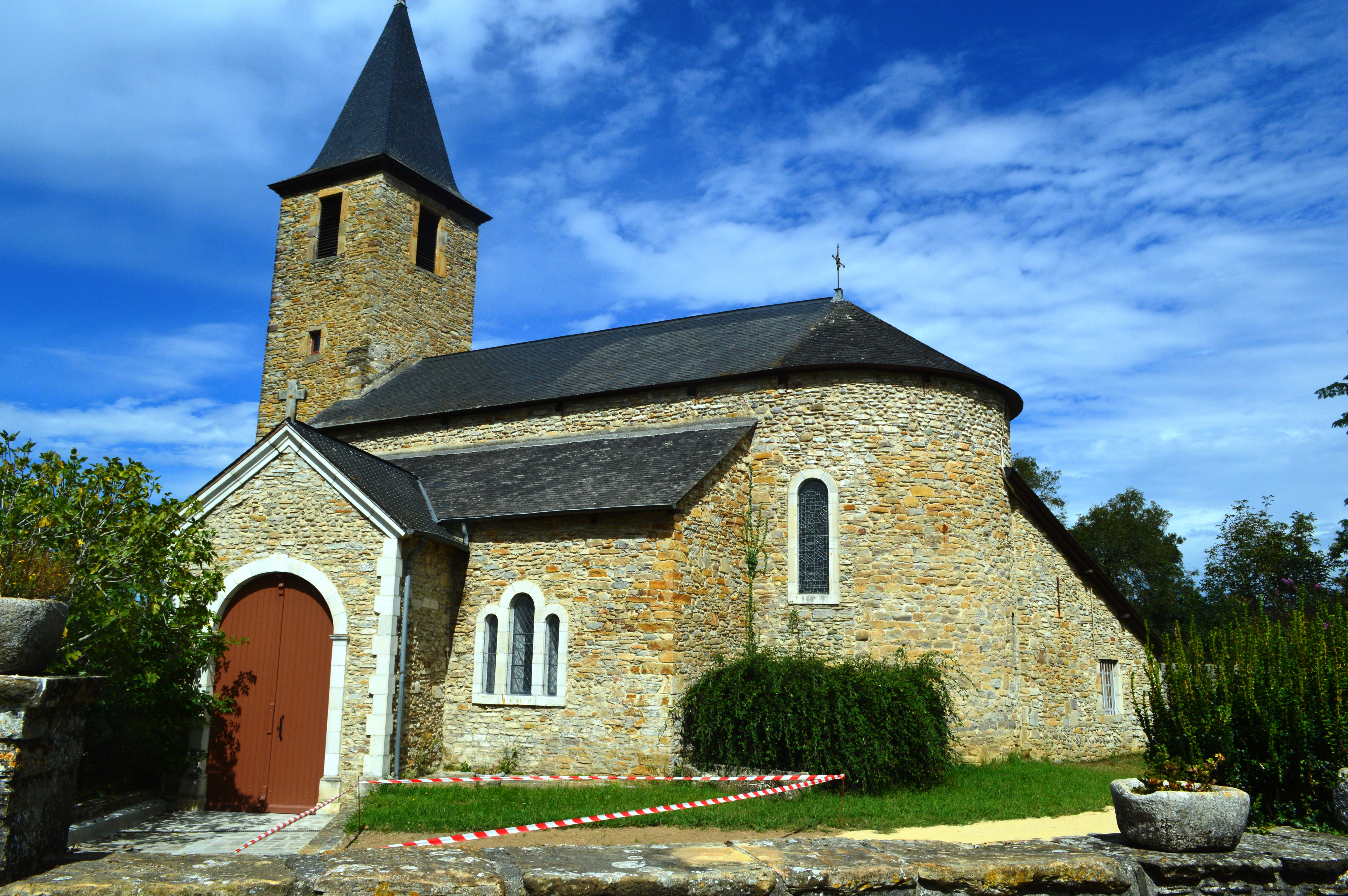
Церковь Св. Иоанна Крестителя
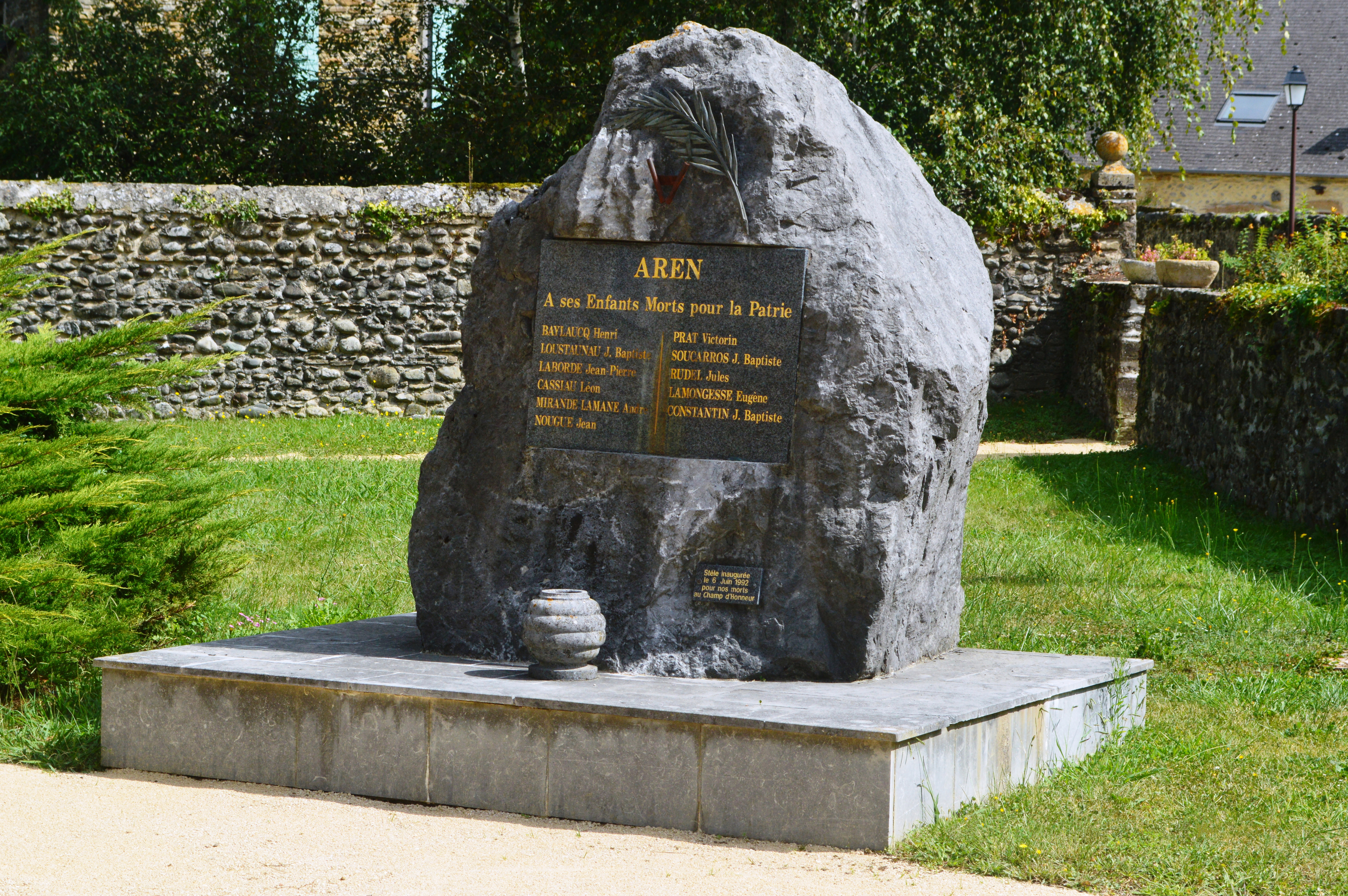
Военный мемориал
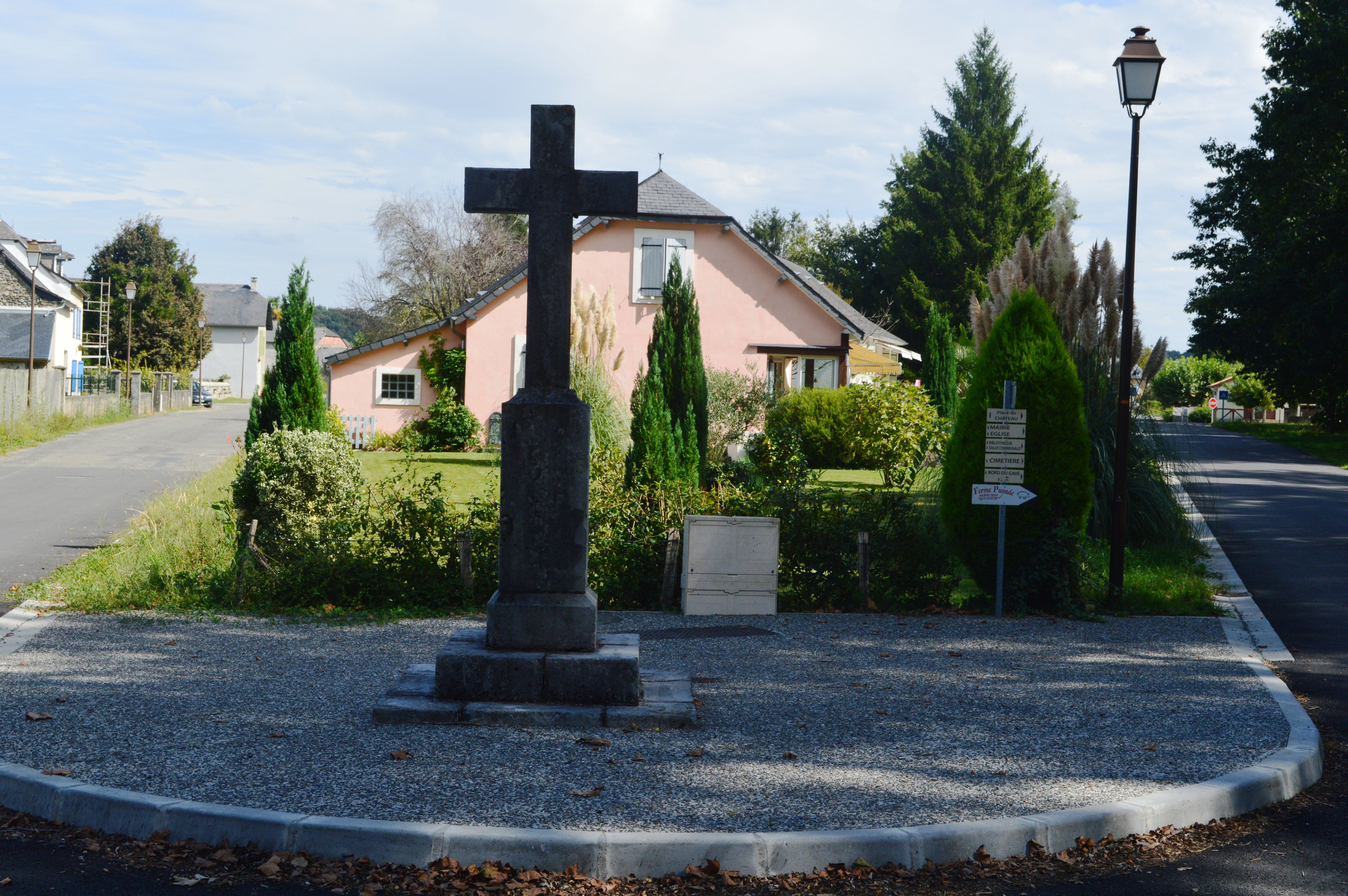
Крест